# Louis de Guise sens-i érsek

Louis de Guise, másképp Louis de Lorraine (Joinville, 1527. október 21. – Párizs, 1578. július 29.) Guise bíborosa, Sens érseke, Albi, Troyes és Metz püspöke volt.
Az illusztris Guise-házhoz tartozott: Claude, Guise első hercege és Antoinette de Bourbon-Vendôme hetedik gyermeke és negyedik fia volt. Fivérei szintén sokra vitték: a hercegséget öröklő François kiváló hadvezér és a katolikus párt egyik vezetője lett másik bátyjával, a szintén bíborosi címet viselő reims-i érsek Charles-lal egyetemben, legfiatalabb bátyja pedig II. Claude néven Aumale hercege lett. Hozzájuk képest Louis meglehetősen jelentéktelen szereplője a 16. századi francia történelemnek.
Egyházi pályára adták. 1545. május 11-én lett Troyes püspöke, székét 1550. június 27-én az albi püspökségére cserélte fel, melyet nagybátyjától, Jeantól örökölt. Ilyen minőségben 1553. december 22-én III. Gyula pápa Guise bíborosává tette. Bíborosként két konklávén vett részt: a második 1555-ösön és az 1559-esen.
1560. május 9. és 1562 decembere között Sens érsekeként tevékenykedett, eközben 1561-ben elhagyta albi püspökségét. Valamivel 1562. december 16. előtt érsekségéről is lemondott Nicolas de Pellevé javára. 1568-ban jutott újra szerephez: október 5-én Metz püspöke lett, mely címet haláláig viselt. 1574. február 13-án ő koronázta meg III. Henriket, mivel unokaöccsét, a nemrég reims-i érsekké előlépett Louis-t még nem szentelték fel.
Politikai szerepvállalásáról nem tudunk, családjával ellentétben valószínűleg nem vett részt az udvari intrikákban. Élete során Moissac, Bourgueil-en-Vallée, Saint-Germain d’Auxerre, Regny és Braisne kolostora felett rendelkezett; földi maradványait az 1549 óta fennhatósága alá tartozó párizsi Szent Viktor kolostor templomában helyezték örök nyugalomra.
Egyetlen törvénytelen gyermekéről tudunk, akit Anne d’Arne-nak neveztek. 1572-ben bizonyos Johann von Janowitz felesége lett.